# Karl von Huene

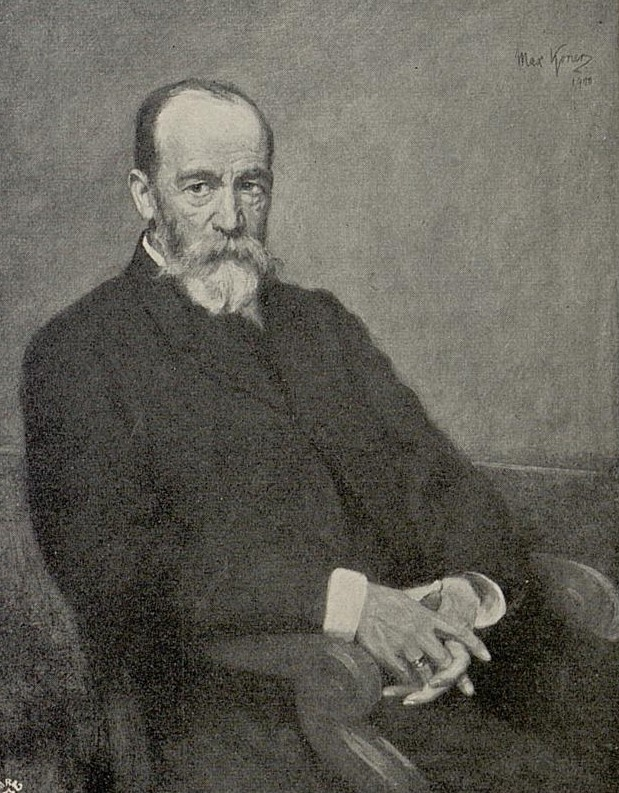
Max Koner: Porträt des Freiherrn von Hoeningen (Hüne), 1899

Karl Adolf Eduard von Huene, seit 1863 Freiherr von Huene (* 24. Oktober 1837 in Köln; † 13. März 1900 in Gossensaß, Tirol) war ein preußischer Politiker.

## Leben
Karl von Hoiningen genannt Huene war der Sohn des preußischen Generalleutnants Wilhelm von Huene und dessen Ehefrau Charlotte, geborene Lossen (1798–1869). Er besuchte die Gymnasien in Koblenz und Berlin und trat Mitte Mai 1859 als Avantageur in das Kaiser Alexander Grenadier-Regiment der Preußischen Armee ein. 1860 wurde er Sekondeleutnant im Elisabeth-Regiment und nahm 1864 am Krieg gegen Dänemark teil. Im Krieg gegen Österreich wirkte er 1866 bei Soor und Königgrätz. Huene erhielt den Roten Adlerorden IV. Klasse mit Schwertern, wurde Mitte März 1868 unter Überweisung zum Großen Generalstab in den Generalstab der Armee versetzt und Ende Oktober 1869 zum Hauptmann befördert. Als Generalstabsoffizier beim Generalkommando des X. Armee-Korps nahm er 1870/71 an den Schlachten bei Vionville, Gravelotte, Noisseville, Beaune-la-Rolande, Orléans, Beaugency und Le Mans sowie der Belagerung von Metz teil.
Ausgezeichnet mit dem Eisernen Kreuz II. Klasse wurde Huene nach dem Friedensschluss am 3. Juni 1871 als Kompaniechef in das Hessische Infanterie-Regiment Nr. 82 versetzt. In Genehmigung seines Abschiedsgesuches wurde Huene am 16. August 1873 mit Pension und der Berechtigung zum Tragen seiner Regimentsuniform zur Disposition gestellt. Er übernahm die Bewirtschaftung seines Gutes Groß-Mahlendorf im Kreis Falkenberg in Oberschlesien und erhielt Mitte Juli 1883 den Charakter als Major.
Bei den Neuwahlen 1876 wurde er zum Abgeordneten gewählt und schloss sich der Fraktion des Zentrums im preußischen Abgeordnetenhaus an. Er zeichnete sich durch Sachkenntnis, besonders in finanziellen und volkswirtschaftlichen Fragen, durch Rednergabe und Mäßigung aus.
Um die Verwaltung der Güter des Fürsten von Thurn und Taxis zu übernehmen, legte er 1882 sein Mandat nieder, wurde aber schon 1883 von dem inzwischen großjährig gewordenen Fürsten aus dieser Stellung entlassen und trat durch Neuwahl wieder in den Landtag und den Reichstag ein, dem er als Abgeordneter des Wahlkreises Breslau 8 (Breslau Land - Neumarkt) von 1890 bis 1893 angehörte. In Ersterem stellte er 1885 den Hueneschen Antrag (lex Huene) über Verteilung des Mehrertrags der im Reich neu eingeführten Zölle für Preußen an die Kommunen, der angenommen wurde.
Von 1895 bis zu seinem Tod war Huene der erste Präsident der Preußischen Zentralgenossenschaftskasse.
Karl von Huene, seit 22. August 1863 durch preußischer Anerkennung auch Freiherr, war seit dem 10. Oktober 1864 mit Johanna von Blacha (1846–1895) aus dem Hause Thule verheiratet.